# Bo Hamburger
Bo Hee Hamburger (nascido em 24 de maio de 1970) é um ex-ciclista de estrada profissional dinamarquês. Profissional de 1991 até 2006. Era o herdeiro de seu compatriota Jesper Skibby.

## Carreira
Após o salto para o profissionalismo em 1991, tem se destacado no Tour de France 1994 ao vencer a 8ª etapa da competição.
Hamburger competiu representando a sua nação nos Jogos Olímpicos de 2004, em Atenas, onde terminou em vigésimo terceiro na prova de estrada.
Desde 2014, dirige a equipe dinamarquesa Christina Watches-Kuma.

## Dopagem
Hamburger admitiu ter usado EPO durante os anos de 1995, 1996 e 1997. Em 24 de julho de 2013, seu nome apareceu no relatório publicado pelo Senado francês como um dos trinta ciclistas que teria dado positivo com EPO no Tour de France 1998, com caráter retrospectivo, uma vez que eles analisaram amostras de urina daquele ano com os atuais métodos de antidopagem.